# Li Tieguai

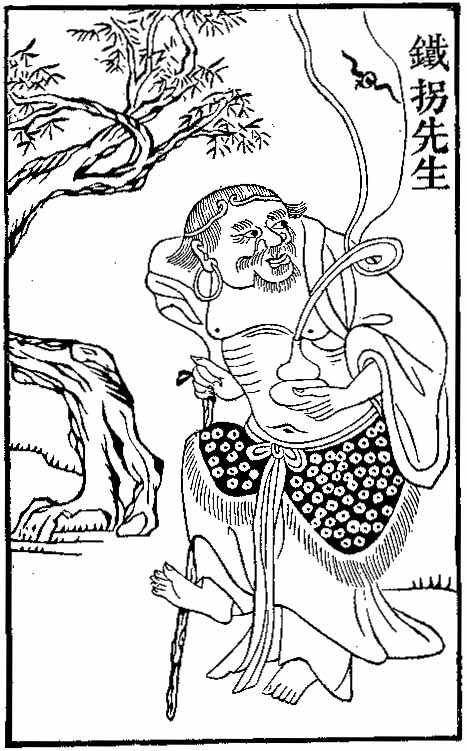
Li Tieguai

Li Tieguai (chinesisch 李鐵拐 / 李铁拐, Pinyin Lǐ Tiěguǎi, W.-G. Li T'ieh-kuai) auch Tie Guai Li, ist ein berühmter daoistischer Unsterblicher der chinesischen Mythologie. „Li mit der eisernen Krücke“ gehört zur Gruppe der Acht Unsterblichen.
Der Legende nach konnte Li Tieguais Seele seinen Körper verlassen und umherwandern. Vor einer seiner Seelenreisen wies er seinen Jünger an, währenddessen seinen Körper zu bewachen. Sollte Li Tieguai nicht innerhalb von sieben Tagen zurückgekehrt sein, solle sein Körper verbrannt werden. Der Schüler wurde jedoch vor Fristablauf zu seiner sterbenden Mutter gerufen und verbrannte den leeren Körper. Bei seiner Rückkehr fand Li Tieguai seinen verbrannten Körper und begab sich auf die Suche nach einem passenden Körper, um nicht zu sterben. Li Tieguai stieß auf den Körper eines verkrüppelten toten Bettlers und seine Seele ging in diesen Körper ein, weswegen er ein lahmes Bein hat. Der Mythologie zufolge heilte einst die Göttin Xiwangmu ein Geschwür an seinem Bein und unterrichtete ihn in der Kunst, unsterblich zu werden.
Li Tieguai wird häufig mit einer eisernen Krücke und einem Flaschenkürbis, aus dem eine Fledermaus entweicht, dargestellt. Er ist der Schutzheilige der Kranken.